# Grantessa murmanensis
Grantessa murmanensis är en svampdjursart som först beskrevs av Breitfuss 1898.  Grantessa murmanensis ingår i släktet Grantessa och familjen Heteropiidae. Inga underarter finns listade i Catalogue of Life.